# Al-Minaa Olympisch Stadion
Het Al-Minaa Olympisch Stadion (ملعب الميناء الاولمبي) is een multifunctioneel stadion in Basra, een stad in Irak. 

## Historie
Het ontwerp werd in 2011 bekendgemaakt door het Amerikaanse bedrijf 360 Architecture. Vlak daarna begon de bouw op de plek waar een ander stadion, Al Minaastadion stond. In het stadion is plaats voor 30.000 toeschouwers. Volgens de planning zou de bouw in 2013 klaar zijn, maar gewapende conflicten in Irak zorgden voor vertraging. Er kon een tijd niet verder worden gebouwd. In 2018 werden de werkzaamheden hervat en de bouw zou in 2022 uiteindelijk klaar zijn.
De opening van het stadion was op 26 december 2022.

## Gebruik
Het stadion wordt gebruikt door voetbalclub Al-Minaa. Het wordt ook gebruikt voor zes wedstrijden op de Golf Cup of Nations 2023. 
| Voetbalinterlands | Voetbalinterlands | Voetbalinterlands    | Voetbalinterlands | Voetbalinterlands   |
| №                 | Datum             | Wedstrijd            | Uitslag           | Competitie          |
| ----------------- | ----------------- | -------------------- | ----------------- | ------------------- |
| 1                 | 6 januari 2023    | Bahrein – V.A.E.     | 2–1               | Golf Cup of Nations |
| 2                 | 6 januari 2023    | Koeweit – Qatar      | 0–2               | Golf Cup of Nations |
| 3                 | 9 januari 2023    | Qatar – Bahrein      | 1–2               | Golf Cup of Nations |
| 4                 | 9 januari 2023    | V.A.E. – Koeweit     | 0–1               | Golf Cup of Nations |
| 5                 | 12 januari 2023   | Saoedi-Arabië – Oman | 1–2               | Golf Cup of Nations |
| 6                 | 13 januari 2023   | V.A.E. – Qatar       | 1–1               | Golf Cup of Nations |